# ایل پازوکی
ایل پازوکی نام یکی از قبایل کرد است که اعضای آن در مناطق کردنشین غرب آسیا و بخشی از آنان در تهران زندگی می‌کنند. نام این ایل در شرفنامه بدلیسی اثر شرف‌خان بدلیسی که به زبان فارسی دری و درباره کردان نوشته شده، ذکر گردیده‌است. کلمه پازوکی را به اشکال مختلف مانند بازیکی، بوزوکان و بازوکان هم نوشته‌اند. ایل پازوکی در ابتدا یک اتحادیه قبیله‌ای بود.
بیشتر اعضای ایل پازوکی به زبان کردی کرمانجی صحبت می‌کنند و در میانشان زازاکی‌زبان هم وجود دارد.